# اسلاوکو ایشتوانیچ
اسلاوکو ایشتوانیچ (کرواتی: Slavko Ištvanić؛ زادهٔ ۱۲ ژوئیهٔ ۱۹۶۶) بازیکن فوتبال اهل کرواسی بود.
از باشگاه‌هایی که در آن بازی کرده‌است می‌توان به باشگاه فوتبال سجستا و باشگاه فوتبال دینامو زاگرب اشاره کرد.
وی همچنین در تیم ملی فوتبال کرواسی بازی کرده‌است.